# Kazimierz Nestor Sapieha
Pour les articles homonymes, voir Kazimierz Sapieha et Sapieha.
Kazimierz Nestor Sapieha, né le 14 février 1757 à Brest (Biélorussie), mort le 25 mai 1798 à Vienne (Autriche), prince de la famille Sapieha, général d'artillerie de Lituanie.

## Biographie
Kazimierz Nestor est le fils de Jan Sapieha (1732-1757) et de Elżbieta Branicka (en).
Son père décède 8 mois après sa naissance. Son éducation est assurée par sa mère et son oncle Franciszek Branicki. De 1767-1772 il étudie à l'école des chevaliers (Corps des cadets) à Varsovie.
Grâce à l'influence de sa mère, voïvode en titre de Mstislav et maîtresse du roi Stanislas Auguste Poniatowski et de son oncle, grand hetman de Lituanie, il reçoit le brevet de colonel d'artillerie, le 11 mars 1772 puis de général, le 28 avril 1773. Il n'a encore que 16 ans. De 1773 à 1776, il étudie à l'académie militaire de Turin, Paris et Strasbourg le droit et la philosophie. En 1776, il reçoit l'ordre polonais de Saint-Stanislas.
En 1778, avec le soutien du roi, Kazimierz Sapieha entre à la diète en tant que représentant du district de Brest, puis entre au département militaire du Conseil permanent. Le 1er janvier 1779, il est nommé chevalier de l'ordre de l'Aigle blanc. Il représente le comté de Brest à la Diète de 1786. Le 7 octobre 1788, il est élu maréchal de la Confédération de Lituanie lors de la Grande Diète. À ce titre il travaille en collaboration avec le maréchal de la Couronne, Stanisław Małachowski. Très bon orateur, il est un des principaux animateurs de la Diète où il intervient à 760 occasions. En 1791, il est l'un des promoteurs de la Constitution du 3 mai
En 1792, il se prononce pour la poursuite de la guerre avec la Russie, et s'oppose à l'adhésion du roi à la Confédération de Targowica. Il est bientôt obligé d'émigrer. Il rentre en Pologne après le déclenchement de l'Insurrection de Kościuszko. Il dirige la mobilisation à Lviv, Lublin et Brest, mais refuse de mener l'insurrection contre la Lituanie. Il prend part aux combats en tant que capitaine d'artillerie et se distingue particulièrement le 11 août 1794 dans la défense de Vilnius où oblige l'ennemi à se retirer. Après l'effondrement de l'insurrection, il émigre à Vienne où il décède le 25 mai 1798.

## Mariage
En 1784, Kazimierz Sapieha épouse Anna Cetner, veuve du grand maréchal de Lituanie Józef Paulin Sanguszko. Les conjoints se séparent dans la même année. La procédure de divorce dure jusqu'en 1788. Kazimierz Sapieha ne se remarie pas et demeure sans descendance.